# Mischa Bredewold
Mischa Bredewold née le 20 juin 2000 à Amersfoort, est une coureuse cycliste néerlandaise. Elle court pour la formation SD Worx.

## Biographie
En 2017, alors en catégorie junior et en pleine préparation pour les championnats du monde, elle est percutée par un camion lors d'un entrainement avec l'équipe des Pays-Bas. Malgré trois vertèbres et six côtes cassées, une fracture au bassin et une grave lésion cérébrale, elle se rétablit et rejoint le peloton professionnel en 2020 au sein de la NXTG Racing.
Elle participe au premier Tour de France Femmes en 2022, au cours duquel elle termine deuxième au classement de la meilleure jeune, derrière sa compatriote Shirin van Anrooij.

### 2023
Elle fait partie de l'échappée sur le Tour de Drenthe. Elle y attaque aussi dans la deuxième partie de l'ascension du mont VAM, mais on ne la laisse pas partir. Dans la deuxième étape du Tour de Thuringe, Mischa Bredewold est extrêmement active et finit par s'isoler seule en tête à dix kilomètres de la fin. Elle devient la nouvelle leader. Lorena Wiebes, sa coéquipière, prend le maillot sur la quatrième étape. Elle est à l'attaque lors des championnats du monde sur route. Au Grand Prix de Plouay, dans les dix derniers kilomètres, Mischa Bredewold attaque à plusieurs reprises, mais la victoire se joue au sprint, où elle s'impose. Sur le Tour de Romandie, Demi Vollering et Niamh Fisher-Black anime la première étape, mais celle-ci se conclut au sprint. Mischa Bredewold en finit troisième. Aux championnats d'Europe sur route, le marquage profite à Mischa Bredewold qui part à dix kilomètres de l'arrivée et remporte l'épreuve.

### 2024
À l' Omloop van het Hageland, Mischa Bredewold doit se contenter de la deuxième place après avoir remporté le sprint du peloton, derrière Kristen Faulkner, échappée. 
Au Tour du Pays basque, la Néerlandaise remporte les deux premières étapes,. Elle perd le maillot de leader du classement général sur la dernière étape au profit de sa coéquipière Demi Vollering.
Elle remporte également cette saison plusieurs contre-la-montre, dont celui de l'Internationale Lotto Thürigen Ladies Tour, en juin. En août, elle remporte la Classic Lorient Agglomération pour la deuxième année consécutive. 

### 2025
En début de saison, Micha Bredewold remporte la deuxième étape de la Volta Femenina de la Comunitat Valenciana, au sprint, devant Elisa Balsamo, Liane Lippert et Demi Vollering. Cinquième d'A Travers la Flandre, début avril, elle remporte l'Amstel Gold Race, à domicile, le 20 avril, devant ses compatriotes Ellen Van Dijk et Puck Pieterse. 

## Palmarès sur route

### Par années
- 2021
  - 1re étape du Baloise Ladies Tour
- 2022
  - 6e étape du Simac Ladies Tour
  - À travers les Hauts-de-France
  - 1re étape du Tour de la Semois
  - 2e du Tour de la Semois
  -  Médaillée de bronze du championnat d'Europe du contre-la-montre en relais espoirs
  - 3e de la Leiedal Koerse
  - 3e du championnat des Pays-Bas du contre-la-montre espoirs
  - 6e du Simac Ladies Tour
- 2023
  -  Championne d'Europe sur route
  - Grand Prix de Plouay
  - Volta Limburg Classic
  - 1re (contre-la-montre par équipes) et 2e étapes du Tour de Thuringe
  - Classic Lorient Agglomération
  - 3e du Tour de Thuringe
- 2024
  - Grand Prix de Plouay
  - 1re et 2e étapes du Tour du Pays basque
  - 5e étape du Tour de Thuringe (contre-la-montre)
  - Classic Lorient Agglomération
  - 2e du Tour du Pays basque
  - 2e Championnats des Pays-Bas de cyclisme sur route
  - 2e de l'Omloop van het Hageland
  - 2e du Tour de Thuringe
  - 3e d'À travers le Hageland
- 2025
  -  Championne des Pays-Bas du contre-la-montre
  - Amstel Gold Race
  - 1re et 2e étapes du Tour du Pays basque
  - 2e étape de la Setmana Ciclista Valenciana
  - 2e du Tour du Pays basque

### Résultats sur les grands tours

#### Tour de France
4 participations
- 2022 : 21e
- 2023 : 63e
- 2024 : 54e
- 2025 : 83e

#### Tour d'Espagne
2 participations
- 2024 : 40e
- 2025 : 33e

### Classements mondiaux
| Année                                 | 2021 | 2022 | 2023 | 2024 |
| ------------------------------------- | ---- | ---- | ---- | ---- |
| Classement UCI                        | 98e  | 56e  | 33e  | 21e  |
| UCI World Tour                        | 80e  | 52e  | 47e  | 20e  |
|                                       |      |      |      |      |
| Légende : nc = non classéSource : UCI |      |      |      |      |

## Palmarès sur piste

### Championnats nationaux
- 2023
  -  Championne des Pays-Bas de poursuite
- 2024
  -  Championne des Pays-Bas de poursuite